# Albert King

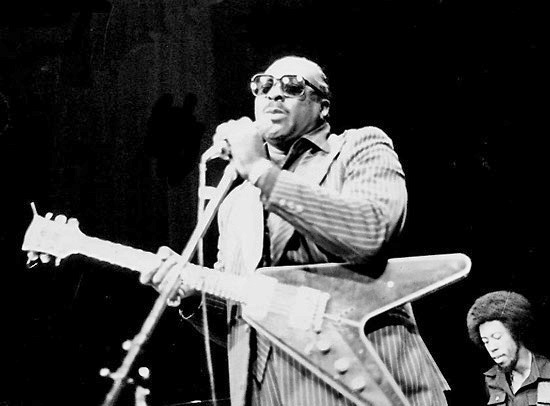
Albert King mit Flying V E-Gitarre (1981)

Albert Nelson King (* 25. April 1923 in Indianola, Sunflower County, Mississippi; † 21. Dezember 1992 in Memphis) war ein amerikanischer Bluesmusiker und neben B. B. King und Freddie King einer der „drei Kings des elektrischen Blues“.

## Werdegang
Albert King wurde als eines von 13 Kindern unter dem Namen Albert Nelson in Indianola geboren. In derselben Region kam auch B. B. King 1925 zur Welt. Albert King brachte sich das Gitarrespielen auf selbstgebauten „Gitarren“ bei, indem er versuchte, Stücke von Lonnie Johnson und Blind Lemon Jefferson nachzuspielen.
Erst 1942 begann er, linkshändig auf einer normalen Rechtshändergitarre zu spielen. In dieser Zeit beeinflussten ihn vor allem Robert Nighthawk und Elmore James. Während der 1940er Jahre versuchte er in St. Louis sein Glück als Musiker. Später spielte er in Gary, Indiana mit den bekannten Gitarristen Jimmy Reed und John Brim zusammen, allerdings als Schlagzeuger.

### Erste Aufnahmen
Seine erste Aufnahme spielte er in Chicago beim Label Parrot ein. 1953 erschien seine erste Single mit den Stücken Bad Luck Blues und Be on Your Merry Way, die zwar einigermaßen erfolgreich war, ihm aber kaum Geld einbrachte, so dass er 1956 wieder in die lebhafte Blues-Szene nach St. Louis zurückkehrte. Sein Bekanntheitsgrad ließ sich damals bereits mit dem von Ike Turner oder Little Milton Campbell vergleichen. In St. Louis erstand er seine Gibson-Flying-V-E-Gitarre, die er „Lucy“ nannte und die sein Markenzeichen wurde. 1961 fand seine Single mit Don’t Throw Your Love on Me So Strong amerikaweite Beachtung und erreichte Platz 14 der R&B-Charts.

### Musikalischer Durchbruch
Nach weiteren lokalen Erfolgen in Missouri und Chicago beim Label Coun-Tree zog er 1966 nach Memphis und spielte beim aufstrebenden Soul-Label Stax Records mehrere erfolgreiche Singles ein, darunter 1966 Laundromat Blues und 1967 Crosscut Saw (Original von Tommy McClennan) und Born Under a Bad Sign. Als LP mit dem Titel Born Under a Bad Sign erschien 1967 eine Zusammenstellung dieser Singles, die auch As the Years Go Passing By und The Hunter enthielt. Sie wurde zu einer der einflussreichsten Aufnahmen der Bluesgeschichte, mit welcher der Blues erstmals auch das weiße Publikum erreichte und Albert King selbst aus den einfachen Tanzlokalen und Clubs in die größeren Rock-’n’-Roll-Veranstaltungsorte brachte.
Am 1. Februar 1968 spielte er zusammen mit Janis Joplin, John Mayall und Jimi Hendrix beim Eröffnungskonzert für das Fillmore-West-Auditorium in San Francisco, das ihm später zur zweiten Heimat wurde. Die kurz darauf aufgenommenen Alben Live Wire – Blues Power (in Fillmore West) und Years Gone By wurden zu den bis dahin meistverkauften Bluesplatten.
Ab den 1970er Jahren tourte er unter anderem mit dem St. Louis Symphony Orchestra als 87-köpfige Band durch die Welt, konnte aber an seine Erfolge in den 1960er Jahren nicht mehr anschließen. Trotz des wieder recht erfolgreichen Albums San Francisco ’83 hatte er ab Mitte der 1980er Jahre nur mehr sporadische Gastauftritte auf Alben aufstrebender Bluesmusiker wie Chris Cain (Cuttin’ Loose) und Gary Moore (Still Got the Blues). Sein letztes Studioalbum „Red House“ erschien 1991. Bei Blues-Festivals rund um die Welt trat er jedoch nach wie vor auf und gab sein letztes Konzert am 19. Dezember 1992 in Los Angeles.

### Tod
Zwei Tage nach seinem Konzert am 19. Dezember 1992 starb er an einem Herzinfarkt kurz vor einer geplanten großen Europatournee. Er fand auf dem Paradise Gardens Cemetery in Edmondson, Arkansas seine letzte Ruhe, der in der Nähe des Ortes liegt, an dem er seine Kindheit verbrachte.
Albert King war ein großer Mann von 1,93 m und gut 120 kg, der in jüngeren Jahren als launisch galt und dafür bekannt war, dass er immer eine .45er im Hosenbund trug.

## Wahrnehmung
Albert King hat mehrere Generationen von bedeutenden Musikern stark beeinflusst, darunter Jimi Hendrix, Eric Clapton, Stevie Ray Vaughan (der ihn „Daddy“ nannte) und Robert Cray. Er war ein Lieblingsgitarrist von John Lee Hooker und B. B. King schrieb in seiner Autobiographie: “He wasn’t my brother in blood, but he sure was my brother in Blues.” Albert King wurde 1983 in die Blues Hall of Fame der Blues Foundation aufgenommen.
Der Rolling Stone listete King 2011 auf Rang 13 der 100 größten Gitarristen aller Zeiten.

## Diskografie

### Studioalben
| Jahr | Titel Musiklabel Katalog-Nr.          | Höchstplatzierung, Gesamtwochen, AuszeichnungChartplatzierungen (Jahr, Titel, Musiklabel Katalog-Nr., Platzierungen, Wochen, Auszeichnungen, Anmerkungen) | Höchstplatzierung, Gesamtwochen, AuszeichnungChartplatzierungen (Jahr, Titel, Musiklabel Katalog-Nr., Platzierungen, Wochen, Auszeichnungen, Anmerkungen) | Anmerkungen                                                                                                |
| Jahr | Titel Musiklabel Katalog-Nr.          | US | R&B | Anmerkungen                                                                                                |
| ---- | ------------------------------------- | --- | --- | --- |
| 1969 | Years Gone By Stax 2010               | US133 (4 Wo.)US | R&B46 (13 Wo.)R&B | Erstveröffentlichung: Mai 1969 Produzent: Al Jackson                                                       |
| 1969 | Jammed Together Stax 2020             | US171 (5 Wo.)US | R&B23 (4 Wo.)R&B | Erstveröffentlichung: Juni 1969 mit Steve Cropper und Pop Staples Instrumentalalbum; Produzent: Al Jackson |
| 1971 | Lovejoy Stax 2040                     | US188 (6 Wo.)US | R&B29 (14 Wo.)R&B | Erstveröffentlichung: Juni 1971 Produzent: Don Nix                                                         |
| 1972 | I’ll Play the Blues for You Stax 3009 | US140 (8 Wo.)US | R&B11 (18 Wo.)R&B | Erstveröffentlichung: September 1972 Rhythmusgruppe: The Bar-Kays Produzenten: Allen Jones, Henry Bush     |
| 1974 | I Wanna Get Funky Stax 5505           | — | R&B37 (18 Wo.)R&B | Erstveröffentlichung: April 1974 Produzent: Allen Jones                                                    |
| 1976 | Truckload of Lovin’ Utopia 1387       | US166 (6 Wo.)US | R&B26 (10 Wo.)R&B | Erstveröffentlichung: März 1976 Produzent: Bert de Coteaux                                                 |
| 1976 | Albert Utopia 1731                    | — | R&B54 (2 Wo.)R&B | Erstveröffentlichung: September 1976 Produzent: Bert de Coteaux                                            |
| 1979 | New Orleans Heat Tomato 7022          | — | R&B74 (3 Wo.)R&B | Erstveröffentlichung: März 1979 Produzent: Allen Toussaint                                                 |

Weitere Studioalben
- 1963: The Big Blues (King 852)
- 1967: Born Under a Bad Sign (Stax 723)
- 1969: King, Does the King’s Things (Stax 2015)
- 1969: Travelin’ to California (Lucy and Me) (Reissue von The Big Blues; King 1060)
- 1977: The Pinch (Stax 4101)
- 1977: King Albert (Tomato 6002)
- 1983: San Francisco ’83 (Fantasy 9627)
- 1984: I’m in a Phone Booth, Baby (Fantasy 9633)
- 1986: The Lost Session (Aufnahme: 28. August 1971; Stax 8537)
- 1991: Red House

### Livealben
| Jahr | Titel Musiklabel Katalog-Nr.      | Höchstplatzierung, Gesamtwochen, AuszeichnungChartplatzierungen (Jahr, Titel, Musiklabel Katalog-Nr., Platzierungen, Wochen, Auszeichnungen, Anmerkungen) | Höchstplatzierung, Gesamtwochen, AuszeichnungChartplatzierungen (Jahr, Titel, Musiklabel Katalog-Nr., Platzierungen, Wochen, Auszeichnungen, Anmerkungen) | Anmerkungen |
| Jahr | Titel Musiklabel Katalog-Nr.      | US | R&B | Anmerkungen |
| ---- | --------------------------------- | --- | --- | --- |
| 1968 | Live Wire / Blues Power Stax 2003 | US150 (10 Wo.)US | R&B40 (5 Wo.)R&B | Erstveröffentlichung: November 1968 Aufnahme: The Fillmore, San Francisco Produzent: Al Jackson |
| 1977 | Albert Live Utopia 2205           | US182 (3 Wo.)US | — | Erstveröffentlichung: Februar 1977; Doppelalbum Produzenten: Giorgio Gomelsky, Kevin Eggers, Phil Lawrence                                                                                          |
| 2011 | In Session Stax 7501              | US52 (3 Wo.)US | — | Erstveröffentlichung: 17. August 1999; mit Stevie Ray Vaughan; Aufnahme: 6. Dezember 1983, CHCH Studio, Hamilton (Ontario) · Produzenten: Ian Anderson, Bill Belmont (DE: Gold (German Jazz Award)) |

Weitere Livealben
- 1988: Blues at Sunrise (Aufnahme: Montreux Jazz Festival, 1. Juli 1973; Stax 8546)
- 1990: Wednesday Night in San Francisco (Aufnahme: The Fillmore, San Francisco, 26. Juni 1968; Stax 8556)
- 1990: Thursday Night in San Francisco (Aufnahme: The Fillmore, San Francisco, 27. Juni 1968; Stax 8557)
- 1993: Blues at Sunset (Aufnahme: Wattstax, 20. August 1972 / Montreux, 1. Juli 1973; Stax 8581)
- 1994: Chicago 1978 (Charly 754)
- 1995: Live in Canada (Charly 755)
- 2003: Live 69 (Tomato 2068)
- 2003: Talkin’ Blues (Thirsty Ear THI57129.2)
- 2003: Blues from the Road (Doppelalbum; Fuel 2000 302 061 318 2)
- 2014: Live in the ’70s (RockBeat 3245)
- 2015: Live at the Fabulous Forum! 1972 (RockBeat 3324)

### Kompilationen
| Jahr | Titel Musiklabel Katalog-Nr.           | Höchstplatzierung, Gesamtwochen, AuszeichnungChartplatzierungen (Jahr, Titel, Musiklabel Katalog-Nr., Platzierungen, Wochen, Auszeichnungen, Anmerkungen) | Höchstplatzierung, Gesamtwochen, AuszeichnungChartplatzierungen (Jahr, Titel, Musiklabel Katalog-Nr., Platzierungen, Wochen, Auszeichnungen, Anmerkungen) | Anmerkungen                                                    |
| Jahr | Titel Musiklabel Katalog-Nr.           | US | R&B | Anmerkungen                                                    |
| ---- | -------------------------------------- | --- | --- | -------------------------------------------------------------- |
| 1969 | King of the Blues Guitar Atlantic 8213 | US194 (5 Wo.)US | — | Erstveröffentlichung: Februar 1969 Produzenten: The Stax Staff |

Weitere Kompilationen
- 1982: Masterworks (2 LPs; Atlantic/Deluxe 4002)
- 1986: The Best of Albert King (Stax 60005)
- 1989: I’ll Play the Blues for You (Splitalbum mit John Lee Hooker; Tomato 70396)
- 1989: Let’s Have a Natural Ball (Modern Blues Recordings 723)
- 1993: Mean, Mean Blues (King Blues 471)
- 1993: The Ultimate Collection (2 CDs; Rhino Entertainment Company 71268)
- 1994: Funky London (Stax 8586)
- 1999: Blues Masters: The Very Best of Albert King (Rhino 75703)
- 1999: Blues Power (Stax 53317)
- 2006: Stax Profiles (Stax / Universal 0025218862226)
- 2007: The Very Best of Albert King (Stax 30296)
- 2013: I Get Evil (2 LPs; Not Now Music 182)
- 2016: The Big Blues (Soul Jam 600884)
- 2017: Stax Classics (Stax)
- 2017: On my Merry Way – Singles As & Bs – The Earliest Sessions of the Guitar King 1954–1962 (Jasmine Music)

### Singles
| Jahr | Titel Album                                             | Höchstplatzierung, Gesamtwochen, AuszeichnungChartplatzierungen (Jahr, Titel, Album, Platzierungen, Wochen, Auszeichnungen, Anmerkungen) | Höchstplatzierung, Gesamtwochen, AuszeichnungChartplatzierungen (Jahr, Titel, Album, Platzierungen, Wochen, Auszeichnungen, Anmerkungen) | Anmerkungen                                                                                          |
| Jahr | Titel Album                                             | US | R&B | Anmerkungen                                                                                          |
| ---- | ------------------------------------------------------- | --- | --- | --- |
| 1961 | Don’t Throw Your Love on Me So Strong The Big Blues     | — | R&B14 (9 Wo.)R&B | Erstveröffentlichung: Oktober 1961 Autor: Albert King                                                |
| 1966 | Laundromat Blues Born Under a Bad Sign                  | — | R&B29 (5 Wo.)R&B | Erstveröffentlichung: 20. April 1966 Autor: Sandy Jones                                              |
| 1967 | Crosscut Saw Born Under a Bad Sign                      | — | R&B34 (6 Wo.)R&B | Erstveröffentlichung: 14. November 1966 Autor: R. G. Ford                                            |
| 1967 | Born Under a Bad Sign                                   | — | R&B49 (2 Wo.)R&B | Erstveröffentlichung: 25. Mai 1967 Autoren: Booker T. Jones, William Bell                            |
| 1968 | Cold Feet King of the Blues Guitar                      | US67 (4 Wo.)US | R&B20 (8 Wo.)R&B | Erstveröffentlichung: 26. Dezember 1967 Autoren: Albert King, Al Jackson                             |
| 1968 | (I Love) Lucy Travelin’ to California (Lucy and Me)     | — | R&B46 (3 Wo.)R&B | Erstveröffentlichung: 18. April 1968 Autoren: Booker T. Jones, William Bell                          |
| 1970 | Can’t You See What You’re Doing to Me –                 | — | R&B50 (2 Wo.)R&B | Erstveröffentlichung: Mai 1970 Autor: Albert King                                                    |
| 1971 | Everybody Wants to Go to Heaven Lovejoy                 | — | R&B38 (6 Wo.)R&B | Erstveröffentlichung: August 1971 Autor: Don Nix                                                     |
| 1972 | Angel of Mercy I’ll Play the Blues for You              | — | R&B42 (3 Wo.)R&B | Erstveröffentlichung: März 1972 Autoren: Homer Banks, Raymond Jackson                                |
| 1972 | I’ll Play the Blues for You                             | — | R&B31 (8 Wo.)R&B | Erstveröffentlichung: Juni 1972 Autor: Jerry Beach                                                   |
| 1972 | Breaking Up Somebody’s Home I’ll Play the Blues for You | US91 (2 Wo.)US | R&B35 (8 Wo.)R&B | Erstveröffentlichung: Oktober 1972 Autoren: Timothy Matthews, Al Jackson                             |
| 1973 | That’s What the Blues Is All About I Wanna Get Funky    | — | R&B15 (12 Wo.)R&B | Erstveröffentlichung: Dezember 1973 Autoren: Bobby Patterson, Jerry Strickland                       |
| 1976 | Cadillac Assembly Line Truckload of Lovin’              | — | R&B40 (10 Wo.)R&B | Erstveröffentlichung: Januar 1976 Autor: Jimmy Lewis                                                 |
| 1976 | Sensation, Communication Together Truckload of Lovin’   | — | R&B80 (5 Wo.)R&B | Erstveröffentlichung: Juni 1976 Autoren: Mary Davis, Mack Rise                                       |
| 1976 | Guitar Man Albert                                       | — | R&B79 (4 Wo.)R&B | Erstveröffentlichung: September 1976 Autoren: Norbert de Coteaux, Edith Cherry                       |
| 1977 | Ain’t Nothing You Can Do Albert                         | — | R&B95 (4 Wo.)R&B | Erstveröffentlichung: März 1977 Autor: Chuck Brooks                                                  |
| 1978 | Call My Job King Albert                                 | — | R&B72 (7 Wo.)R&B | Erstveröffentlichung: Januar 1978 Autoren: Detroit Junior, Al Perkins Original: Detroit Junior, 1966 |
| 1978 | Chump Change King Albert                                | — | R&B72 (8 Wo.)R&B | Erstveröffentlichung: April 1978 Autoren: Barry Murphy, Eric Morgeson                                |
| 1979 | The Very Thought of You New Orleans Heat                | — | R&B87 (3 Wo.)R&B | Erstveröffentlichung: April 1979 Autor: Ray Noble Original: Ray Noble Orchestra mit Al Bowlly, 1934  |

Weitere Singles
- 1954: Be on Your Merry Way
- 1959: Ooh-Ee Baby
- 1960: Need You by My Side
- 1960: Let’s Have a Natural Ball!
- 1961: I Walked All Night Long
- 1962: Travelin’ to California
- 1962: I Get Evil
- 1962: I’ll Do Anything You Say
- 1962: Old Blue Ribbon
- 1963: This Funny Feeling
- 1964: Worsome Baby
- 1964: Lonsome
- 1966: Oh, Pretty Woman (Can’t Make You Love Me)
- 1968: Blues Power
- 1969: As the Years Go Passing By
- 1969: Drowning on Dry Land
- 1969: Tupelo (mit Steve Cropper und Pop Staples)
- 1969: Water (mit Steve Cropper und Pop Staples)
- 1969: Wrapped Up in Love Again
- 1973: The High Cost of Living
- 1974: Flat Tire
- 1974: Santa Claus Wants Some Lovin’
- 1977: The Pinch Paid Off
- 1979: Born Under a Bad Sign
- 1983: Ask Me No Questions
- 1986: Down the Road I Go
- 1993: I’ll Play the Blues for You (J. E. Morgan feat. Albert King)

Weitere Chartplatzierungen

| Jahr | Titel Album                          | Höchstplatzierung, Gesamtwochen, AuszeichnungChartsChartplatzierungen (Jahr, Titel, Album, Platzierungen, Wochen, Auszeichnungen, Anmerkungen) | Anmerkungen                                                                        |
| Jahr | Titel Album                          | UK | Anmerkungen                                                                        |
| ---- | ------------------------------------ | --- | ---------------------------------------------------------------------------------- |
| 1990 | Oh, Pretty Woman Still Got the Blues | UK48 (4 Wo.)UK | Erstveröffentlichung: März 1990 Gary Moore feat. Albert King Autor: A. C. Williams |